# Fahrendes Tauchboot

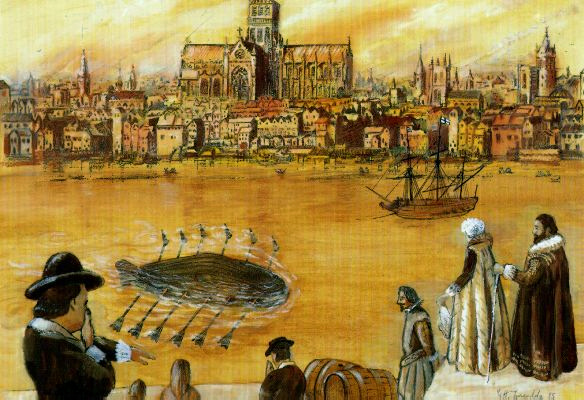
Abbildung von G. W. Tweedale

Das Fahrende Tauchboot gilt als das erste funktionstüchtige Unterseeboot der Geschichte. Es wurde von Cornelis Jacobszoon Drebbel, dem Hoferfinder von König Jakob I. von England, 1626 erstmals der Öffentlichkeit und dem Nachfolger Jakobs, König Karl I. vorgestellt.
Drebbel überbaute ein Fischerboot mit einer halbschalenförmigen Holzkonstruktion. Auf der Außenseite der Konstruktion wurden mehrere Lagen von gefetteten Lederhäuten aufgebracht, um die Hülle abzudichten. An den Längsseiten verfügte das Boot über jeweils sechs Ruder, welche durch mit Leder und Metallbändern abgedichtete Dollen nach außen geführt wurden. Sie dienten dem Antrieb des Schiffes und wurden von zwölf Ruderern im Inneren bedient. Für die Luftversorgung gab es einen Schnorchel. Das Vorderdeck des Schiffes war nach vorne hin abfallend gebaut und nahm zusätzlich Wasserballasttanks aus Ziegenleder auf. Wurde das Schiff nun nach vorne bewegt, so drückte das über das Vorderdeck strömende Wasser die Konstruktion nach unten und das Schiff tauchte ab. Die Formgebung der Gesamtkonstruktion ähnelte damit einem primitiven Tiefenruder. Die maximal erreichbare Tauchtiefe lag bei ca. 3,6 Metern. Das Boot war ein reines Versuchsschiff und hatte keine wirtschaftliche oder militärische Bedeutung.
Dieses Fahrzeug war das erste tauchfähige Boot, welches sich aus eigener Kraft fortbewegen konnte.
Die Idee für die Konstruktion hatte Drebbel 1623. Er beobachtete Fischer, welche Fangkästen hinter ihren Booten herzogen. Er bemerkte, dass die Boote tiefer ins Wasser sanken, wenn sich die Leinen zu den Kästen strafften, und sie sich aus dem Wasser hoben, wenn die Leinen wieder schlaff hingen. Dies brachte van Drebbel auf die Idee, ein tauchfähiges Boot zu konstruieren. Jakob I. billigte den Plan und finanzierte das Projekt.
Der Maler G. W. Tweedale hat die Erstfahrt auf der Themse festgehalten. Der berühmte Mathematiker Sir Robert Boyle berichtete 1662, mit einem der Passagiere der Erstfahrt des Bootes gesprochen zu haben. Weiter gibt er an, mit glaubwürdigen Personen gesprochen zu haben, welche die Existenz des Bootes bestätigten.